# どら平太
『どら平太』（どらへいた）は、2000年に公開された日本映画。監督は、市川崑。毎日放送50周年記念作品。

## 製作
1969年に市川崑、黒澤明、木下惠介、小林正樹の4人によって映画企画・製作グループ「四騎の会」が結成され、山本周五郎の「町奉行日記」を元に映画を製作しようと、共同で脚本を執筆した。オリジナルの脚本には橋本忍も携わっている。その後、四騎の会が作り上げたオリジナルの脚本から改訂版が作られ、さらにその改訂版を手直した脚本が80年代に作られた。この80年代にできた新たな改訂版を基に、東宝が製作し、市川が監督、加山雄三が主役を務める企画が上がったが実現しなかった。90年代後半に入ると奥山和由が率いるチームオクヤマが製作し、日活で配給するという企画が出されたが、チームオクヤマは後に製作から離れ、日活が製作して映像京都が製作協力するという形で本作が製作されるに至った。チームオクヤマから日活と映像京都に製作が変更されたことに伴い、美術監督が櫻木晶から西岡善信に、撮影場所も東宝スタジオから映像京都に変更されたが、役所広司の主役起用は、チームオクヤマ企画時のものが踏襲された。また、ヒロイン・こせい役に決定していた女優が、前述の製作側の交替劇でスケジュールの都合がつかなくなって降板し、急遽、浅野ゆう子が起用された。撮影に当たり、市川はオリジナル脚本を大幅に変更し、本編のタッチも自分流でやり通すことが他の3人に対する敬意に繋がると考えて撮影に臨んだ。エンドクレジットに関しては、市川と旧知の仲だった森遊机の助言を受けて、モーリス・ビンダーを意識したビジュアルデザインが採用され、役所広司が刀を振り回す場面をハイコントラストの透過光処理した映像が撮影されたが、出来上がりに市川が納得せず、刀の切っ先や刀身の幅を一部加工したものが本編では使用されている。

## 撮影記録
1999年2月15日、広島県福山市みろくの里でクランクイン。みろくの里は城下の町、橋が主なセット。みろくの里での撮影は17日までの三日間。2月22日から、松竹京都映画撮影所でのセット撮影と並行して京都北部山室、広沢池、相国寺、滋賀県大津市三井寺などでロケ。松竹撮影所の主なセットは城内の広間、灘八の座敷。最大の見せ場である五十人斬りの撮影は3月20日。あと10人倒せばカットになる寸前に役所広司が畳で足を滑らせ転倒、左足に肉離れを起こし撮影が中断。4月4日に撮り直した。4月5日クランクアップ。実質撮影日数40日で、全987カット。市川作品の中でも最短日数でスケジュールをこなし、1日平均50カットを撮り続けた老監督のタフネスぶりにスタッフ一同賞賛した。

## ストーリー
ある小藩の国許では、財政難を補うために「壕外（ほりそと）」と呼ばれる無法者の町から莫大な上納金を集めていた。その上納金は藩の重職たちの懐に入り、壕外を束ねる三人の親分は無法を黙認され、その無法を暴こうとした町奉行は次々に辞職に追い込まれた。そんな中、江戸屋敷から新たな町奉行として望月小平太が赴任してくる。彼は居並ぶ重職たちの前で「壕外の大掃除をする」と宣言し、望月に全権を委任する藩主のお墨付きを見せつける。しかし、望月は江戸では遊び人として知られ、その評判を聞いていた国許でも人望がなく、若手藩士からは悪評が原因で命を狙われていた。友人の安川半蔵は、「誰かが意図的に悪評を流した」と考えるが、望月は「仕事をしやすくするために、もう一人の友人・仙波義十郎に悪評を流してくれるように頼んだ」と返答する。
望月は仙波から金を工面してもらい、壕外に入り浸り酒・博打・女遊びの豪遊を繰り返し、親分たちの子分を気風の良さで味方に引き入れていった。望月は子分たちから情報を集めるが、三人の親分は互いに生業を分けて争いが起きないようにしていることを聞き出し、策を練り直す必要に迫られる。そんな中、江戸から望月を慕う芸者こせいが乗り込んでくる。こせいは、「国許で結婚する」と嘘をついて江戸を去った望月を連れ戻そうとしていたが、彼の元を訪れた安川から「重職が壕外入りを知って喚問しようとしている」と聞かされ、策を進めるためにその場から逃げ出す。逃げ出した望月は、町奉行の正体を明かして多十・才兵衛の二人の親分の元に乗り込み、二人を口八丁手八丁で丸め込み兄弟杯を交わす。二人から話を聞いた大親分の灘八は、今までの町奉行とは毛色の違う望月を危険視し、彼を殺そうと考える。一方、重職たちも望月の存在を危険視し、口封じを画策する。
望月は隠れ先の寺で仙波と会い、命が狙われていることを聞かされ、壕外に向かう途中で刺客に襲われるが、これを返り討ちにする。一方、こせいは望月を探すために壕外に向かうが、禁制品の抜け荷をしている現場に出くわしてしまい殺されそうになる。そこに望月が現れて無法者たちを成敗し、こせいを助け出す。こせいを隠れ宿の杢兵衛に預けた望月は、寺で灘八の子分から彼の屋敷に招待される。望月は灘八の屋敷に乗り込むと、そこには三人の親分が待ち構えており、兄弟杯を返上される。灘八は望月を養子に迎えて取り込もうとするが、望月に「お前たちを死罪にする」と返答されたため数十人の子分たちに望月を襲わせる。しかし、子分たちは望月に叩きのめされ、灘八は観念して出頭命令を受け入れる。翌日、三人の親分は城に出頭し、望月から死罪の代わりに壕外からの永久追放を言い渡される。三人の親分が処分を受け入れた後、望月は重職たちを追い込むために、彼らが処分した取引文書を捏造するように依頼する。
望月は仙波と会い、仙波しか知らない情報が重職や親分たちに漏れていたことから、彼が重職と親分の橋渡し役だと指摘する。仙波は橋渡し役であることを認め、全ての責任を負い望月の目の前で切腹する。望月は城に乗り込み、三人の親分に用意させた取引文書を見せつけ、重職たちに「文書を処分する代わりに藩政から手を引け」と迫り、重職たちは引退することを明言する。壕外の大掃除を終えた望月は安川に辞職届けを手渡し、藩主のお墨付きを破り捨てる。驚く安川に対して、望月は「お墨付きは俺が作った偽物だ」と答える。望月は江戸に戻ろうとするが、こせいが現れたため、彼女から逃げるために道中で購入した馬に乗り走り出す。だが、馬は走るのに適さない種類ですぐに追いつかれてしまう。

## キャスト
- 望月小平太（どら平太） - 役所広司
- こせい - 浅野ゆう子
- 仙波義十郎 - 宇崎竜童
- 安川半蔵 - 片岡鶴太郎
- 大河岸の灘八 - 菅原文太
- 巴の太十 - 石倉三郎
- 継町の才兵衛 - 石橋蓮司
- 杢兵衛 - 3代目江戸家猫八
- 姐御風の女 - 岸田今日子
- 今村掃部 - 大滝秀治
- 本田逸記 - 神山繁
- 内島舎人 - 加藤武
- 落合主水正 - 三谷昇
- 佐藤帯刀 - 津嘉山正種
- 中井勝之助 - うじきつよし
- 市川六左衛門 - 尾藤イサオ
- 征木剛 - 菅原加織
- 乾善四郎 - 松重豊
- 鳥居角之助 - 黒田隆哉
- 伝吉 - 本田博太郎
- 壺平 - 永妻晃
- 源次 - 赤塚真人
- 馬方 - 横山あきお
- 役名不明 - 伊佐山ひろ子 、 渡辺梓、 賀川黒之助、 楊原京子、鈴木弥生、 加藤正記、 芝本正、 森岡隆見、山本哲也、加治春雄、五王四郎、川崎博司、阿木五郎、諸木淳郎、小田島隆、青木哲也、鎌田栄治、杉田林太郎、竹本聡子、新保あさ、前野有香、夏山剛一、池田勝志、佐々木敏則、大石昭弘、松尾勝人、平井靖、東田達夫、丸尾好広、坂田進、高垣清、浜田啓、神田武雄、原田逸夫、大迫英喜、野原健二、根本一也、小野幸一、都京助、近藤剛、山口秀志、本山力、仲野毅、中島崇博、円堂耕成、田渕景也、増島剛之、川井勉史、山村嵯都子、明石恵子、金子珠美、西口静代、上鶴良子、上田こずえ、高野由味子、山本晶子、毛利恵子、大谷訓子

## スタッフ
- 監督 - 市川崑
- 製作 - 西岡善信
- 製作総指揮 - 中村雅哉
- 美術 - 西岡善信
- 原作 - 山本周五郎「町奉行日記」
- 脚本 - 黒澤明、木下惠介、市川崑、小林正樹
- 音楽 - 谷川賢作
- 撮影 - 五十畑幸勇
- 録音 - 大谷巌
- 調音 - 大橋鉄矢
- 調音協力 - 斉藤禎一
- 照明 - 下村一夫
- 編集 - 長田千鶴子
- 合成 - 小川利弘
- 助監督 - 小笠原佳文
- 製作担当者 - 西村維樹、松枝彰
- 音響効果 - 斎藤昌利、早川隆巳
- 衣裳 - 乾保直、斉藤育子、二宮義夫
- スクリプター - 川野恵美
- スチール - 橋本直己
- 殺陣 - 宇仁貫三
- 製作担当 - 西村雅樹、松枝彰
- アクション - ジャパンアクションクラブ
- 協力 - 松竹京都映画撮影所、光映新社、新映美術工芸、橋本工務店、水元兄弟建設、嵯峨映画、東宝コスチューム、八木かつら、高津商会、コダック、エクラン演技集団、K＆U、東映俳優養成所、カネボウコスミリオン、関西ロケーションサービス、日活撮影所
- ロケ協力 - みろくの里、御室仁和寺、三井寺
- 宿泊協力 - 京都全日空ホテル
- タイトル - 島田プロダクション
- 現像 - 東京現像所
- 録音 - 東宝サウンドスタジオ
- 現像 - 東宝現像所
- プロデューサー - 猿川直人、酒井実、鶴間和夫
- 特別協力 - 竹山洋、森知貴秀
- 製作協力 - 映像京都
- 企画協力 - C.A.L
- 製作委員会 - 日活、毎日放送、読売広告社
- 配給 - 東宝

## 受賞
- ベルリン国際映画祭：ベルリナーレ・カメラ賞（特別功労賞）[6]
- 第24回日本アカデミー賞
  - 役所広司：優秀主演男優賞
  - 片岡鶴太郎：優秀助演男優賞
  - 五十畑幸勇：優秀撮影賞
  - 下村一夫：優秀照明賞
  - 西岡善信：優秀美術賞
  - 長田千鶴子：優秀編集賞